# Obervogau
Obervogau ist eine Ortschaft und ehemalige Gemeinde mit 915 Einwohnern (Stand: 1. Jänner 2024) im Bezirk Leibnitz im österreichischen Bundesland Steiermark. Im Rahmen der Gemeindestrukturreform in der Steiermark ist sie seit 1. Jänner 2015 mit den Gemeinden Straß in der Steiermark, Spielfeld und Vogau zusammengeschlossen,
die neue Gemeinde führte 2015 den neuen Namen Straß-Spielfeld, seit 2016 den Namen der ehemaligen Gemeinde Straß in Steiermark.
Grundlage dafür ist das Steiermärkische Gemeindestrukturreformgesetz – StGsrG.

## Geografie
Obervogau liegt an einem Murbogen in der Südsteiermark.
Einzige Katastralgemeinde und Ortschaft ist Obervogau.
Gemeinsam mit den Gemeinden Arnfels, Berghausen, Ehrenhausen, Eichberg-Trautenburg, Gamlitz, Glanz, Gleinstätten, Großklein, Heimschuh, Kaindorf an der Sulm, Kitzeck im Sausal, Leutschach, Oberhaag, Pistorf, Ratsch an der Weinstraße, Retznei, Sankt Andrä-Höch, St. Johann im Saggautal, Sankt Nikolai im Sausal, Schloßberg, Seggauberg, Spielfeld, Straß in Steiermark, Sulztal an der Weinstraße und Vogau war Obervogau Mitglied des Naturparks Südsteirisches Weinland.

### Nachbargemeinden bis Ende 2014
|         | Gabersdorf                                  | Sankt Veit am Vogau |
| Wagna   | Kompassrose, die auf Nachbargemeinden zeigt |                     |
| Retznei |                                             | Vogau               |

## Geschichte

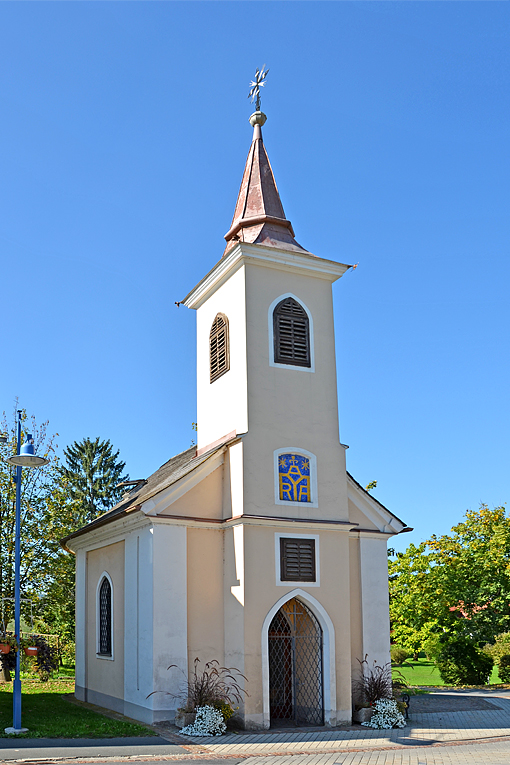
Ortskapelle Obervogau

1271 wird in einer Urkunde als Superis Vogan erstmals erwähnt. Die Ortsgemeinde als autonome Körperschaft entstand 1850. Nach der Annexion Österreichs 1938 kam die Gemeinde zum Reichsgau Steiermark, 1945 bis 1955 war sie Teil der britischen Besatzungszone in Österreich.

## Politik
Letzter Bürgermeister war bis 31. Dezember 2014 Johann Rauscher. Der Gemeinderat setzte sich nach den Gemeinderatswahlen von 2010 bis 31. Dezember 2014 wie folgt zusammen: 6 ÖVP, 3 SPÖ.

### Wappen
Das 1975 verliehene Wappen zeigt:
„im silbernen Schild eine blaue Bogenbrücke, belegt mit einem goldenen Posthorn.“

## Kultur und Sehenswürdigkeiten

### Bauwerke
- Stausee und Kraftwerk Obervogau